# Aleksandr Szeszukow
Aleksandr Siergiejewicz Szeszukow (ros. Александр Сергеевич Шешуков, ur. 15 kwietnia 1983 w Omsku) – piłkarz rosyjski grający na pozycji środkowego obrońcy lub defensywnego pomocnika. Od 2017 roku jest zawodnikiem klubu Bałtika Kaliningrad.

## Kariera klubowa
Karierę piłkarską Szeszukow rozpoczął w klubie Spartak Tambow. W 2000 roku zadebiutował w jego barwach Drugiej Dywizji. Po sezonie gry w Spartaku odszedł na wypożyczenie do innego zespołu z tej ligi, Spartaka Oriechowo. W 2002 roku zmienił klub i przeszedł do Spartaka Moskwa. W rosyjskiej Premier Lidze zadebiutował 21 kwietnia 2002 w przegranym 0:3 meczu z CSKA Moskwa. Ogółem przez 2 lata rozegrał 4 spotkania w Spartaku i zdobył Puchar Rosji w 2003 roku. W 2004 roku był wypożyczony do Sokoła Saratów z Pierwszej Dywizji.
W 2005 roku Szeszukow przeszedł ze Spartaka do Łuczu-Eniergiji Władywostok. Na koniec sezonu 2005 awansował z tym klubem z Pierwszej Dywizji do Premier Ligi. W najwyższej klasie rozgrywkowej Rosji grał z Łuczem do połowy sezonu 2008. Wtedy też Rosjanin podpisał kontrakt z FK Moskwa, w którym swój debiut zanotował 2 sierpnia 2008 w wyjazdowym meczu z Zenitem Petersburg (1:2). Zawodnikiem FK był do końca 2009 roku, czyli do czasu rozwiązania klubu.
W 2010 roku Szeszukow wrócił do Spartaka Moskwa, a w 2012 roku został zawodnikiem FK Rostów. Z kolei na początku 2014 roku przeszedł do Lokomotiwu Moskwa. W sezonie 2014/2015 zdobył z nim Puchar Rosji. W 2016 odszedł do Arsienału Tuła.
| Sezon   | Klub                       | Kraj  | Rozgrywki        | Mecze | Bramki |
| ------- | -------------------------- | ----- | ---------------- | ----- | ------ |
| 2000    | Spartak Tambow             | Rosja | Wtoroj diwizion  | 9     | 0      |
| 2001    | Spartak-Oriechowo          | Rosja | Wtoroj diwizion  | 22    | 2      |
| 2002    | Spartak Moskwa             | Rosja | Priemjer-Liga    | 2     | 0      |
| 2003    | Spartak Moskwa             | Rosja | Priemjer-Liga    | 2     | 0      |
| 2004    | Sokoł Saratów              | Rosja | Pierwyj diwizion | 36    | 2      |
| 2005    | Łucz-Eniergija Władywostok | Rosja | Pierwyj diwizion | 21    | 0      |
| 2006    | Łucz-Eniergija Władywostok | Rosja | Priemjer-Liga    | 28    | 1      |
| 2007    | Łucz-Eniergija Władywostok | Rosja | Priemjer-Liga    | 26    | 2      |
| 2008    | Łucz-Eniergija Władywostok | Rosja | Priemjer-Liga    | 10    | 0      |
| 2008    | FK Moskwa                  | Rosja | Priemjer-Liga    | 10    | 0      |
| 2009    | FK Moskwa                  | Rosja | Priemjer-Liga    | 25    | 1      |
| 2010    | Spartak Moskwa             | Rosja | Priemjer-Liga    | 23    | 1      |
| 2011/12 | Spartak Moskwa             | Rosja | Priemjer-Liga    | 20    | 0      |
| 2012/13 | FK Rostów                  | Rosja | Priemjer-Liga    | 27    | 0      |
| 2013/14 | FK Rostów                  | Rosja | Priemjer-Liga    | 19    | 0      |
| 2013/14 | Lokomotiw Moskwa           | Rosja | Priemjer-Liga    | 9     | 0      |
| 2014/15 | Lokomotiw Moskwa           | Rosja | Priemjer-Liga    | 15    | 0      |
| 2015/16 | Lokomotiw Moskwa           | Rosja | Priemjer-Liga    | 0     | 0      |
| 2016/17 | Arsienał Tuła              | Rosja | Priemjer-Liga    | 8     | 0      |
| 2016/17 | Bałtika Kaliningrad        | Rosja | Pierwyj diwizion | 4     | 0      |
| 2017/18 | Bałtika Kaliningrad        | Rosja | Pierwyj diwizion | 28    | 2      |

## Kariera reprezentacyjna
W 2000 roku Szeszukow grał w reprezentacji Rosji U-16. Natomiast w latach 2003–2005 rozegrał 8 spotkań i strzelił jedną bramkę w reprezentacji Rosji U-21.